# 村上純平
村上 純平（むらかみ じゅんぺい、1983年4月11日 - ）は、東京都武蔵野市出身の元社会人野球の選手（外野手）。右投左打。

## 来歴
中学時代は保谷シニアに所属。
桐蔭学園高等学校時代は一度も甲子園の土を踏まずに終わったが、打撃センスには目を見張るものがあり、1年生の秋の県大会では6試合21打数13安打12打点と一年生ながら驚異的な数字を残す。なお中日ドラゴンズに所属していた普久原淳一は高校と大学での1年先輩にあたる。
1年先輩である安友正裕には走塁の大切さを学んだ。
法政大学に進学後は、2年時でそこそこの成績を残すものの、特に目立つ成績のないまま終わったが、鷺宮製作所に入社後は、第37回IBAFワールドカップ日本代表メンバーや第78回都市対抗野球大会（2007年）の大会優秀選手に選出された。
2010年、第81回都市対抗野球大会にて、東京ガスに補強され、東京ドーム通算1600号ホームランのメモリアルアーチを開幕戦で打つ。
2011年、大阪ドームで行われた第82回都市対抗野球大会にて、JR東日本に補強され5番DHで全試合に出場し優勝に貢献した。指名打者で大会優秀選手選出される。
2012年、第83回都市対抗野球大会では、NTT東日本に自身3度目の補強選手に選ばれ4番DHでベスト4に貢献した。
2013年、2014年第84回都市対抗野球大会、第85回都市対抗野球大会もNTT東日本へ補強選手として出場した。
2015年、第86回都市対抗野球大会はJR東日本へ補強選手として出場を果たした。
2016年、第87回都市対抗野球大会はNTT東日本で補強選手に7年連続で選出され10年連続出場の表彰を受ける。その試合で東京ドームで3本目のホームランを打ち、次の試合でも4本目のホームランを打った。
2016年限りで現役を引退。その後鷺宮製作所を退社し、保険代理店に転職した。
東京地区屈指の強打者として、都市対抗出場を逃した時は必ずといっていいほど補強選手として出場し、その打棒を発揮して貢献していた。仕掛けの遅い打撃で、手元までボールを引きつけ打ち返すスタイルが特徴で、勝負強さを発揮していた。

## 主な表彰・タイトル
- 第50回JABA北海道大会敢闘選手賞（2007年）
- 第78回都市対抗野球大会大会優秀選手（外野手）（2007年）
- 第82回都市対抗野球大会大会優秀選手（指名打者）（2011年）
- 第87回都市対抗野球大会大会優秀選手（指名打者）（2016年）
- 第87回都市対抗野球大会10年連続出場（2016年）